# 百万ドルをとり返せ!
『百万ドルを取り返せ!』（ひゃくまんドルをとりかえせ）は、ジェフリー・アーチャーが1976年に刊行した小説、またそれを元にしたテレビドラマ。「コン・ゲーム（詐欺）小説」の代表作として知られる。原題は "Not a Penny More, Not a Penny Less"（1ペニーも多くなく、1ペニーも少なくなく）。

## 小説

### あらすじ
架空の石油開発への投資話に騙された被害者4人（スティーブン、ジェームズ、ジャン、ロビン）が結託し、首謀者から「1ペニーも多くなく、1ペニーも少なくなく」相手に気づかれることなく金を取り戻そうとする。

### 登場人物
- スティーブン・ブラッドリー：オックスフォード大学の天才数学教授。
- ハーヴェイ・メトカーフ：大富豪にして天才詐欺師。

### 作品が書かれた経緯
作者自身がこの小説同様に石油開発への投資詐欺にあい、破産に近い状態になったことがきっかけと言われている。

## 日本語訳
- 『百万ドルをとり返せ!』 永井淳訳、新潮文庫、改版2011年

## テレビドラマ
1990年、BBCテレビジョン（イギリス）にて制作された。日本でも何度か放送されている（邦題『100万ドルを取り返せ!』）。 
スティーブンが手品を使うなど、アレンジが加えられている。

### キャスト
ハーベイ・メトカーフ - エドワード・アズナー/富田耕生
詐欺師。アメリカ人。暗黒街を歩き、大富豪にのし上がった。
スティーブン・ブラッドレー - エド・ベグリー・ジュニア/野沢那智
オックスフォード大学の天才数学教授。アメリカ人。詐欺に遭った四人のリーダー（金銭管理も行う）。
ジェームズ・ブリグスリー - ブライアン・プロザーロ/磯部勉
イギリス貴族。演劇経験があり、四人のメイクを担当する。アンと付き合う。
ジャン・ピエール - フランソワ・エリク・ジェンドロン/安原義人
画廊経営者。フランス人。贋作を行い、刑務所に入っていたことがある。第一の作戦（ガブリエル作戦）を担当する。
ロビン・オークリー - ニコラス・ジョーンズ/納谷六朗
ハーレー・ストリートの医師。子供が二人いる。第二の作戦（レッド作戦）を担当する。
アン・サマード - マリアム・ダボ/勝生真沙子※テロップはマリアン・ダボ
フォトジャーナリスト。アメリカ人。元モデル（自己申告）。ジェームズと付き合う。
デービット・ケスラー - 大塚芳忠
スティーブンのハーバード大学時代の友人。アメリカ人。メトカーフの詐欺の実行者（ただし、本人も詐欺とは知らなかった）。
ジョッジーナ・オークリー - 土井美加
ロビンの妻。夫が詐欺に遭った事には、気が付いていない。

### スタッフ
- 脚本：シャーマン・イェレン
- 音楽：ミッシェル・ルグラン
- プロデューサー：ジャクリーン・デービス
- 演出：クライブ・ドナー
- パラマウント/レブコム

### 日本語版スタッフ
- 日本語版台本：佐藤一公
- 日本語版制作スタッフ：伊達康将、栗林秀年、山本洋平